# Jerry Butler (football américain)
Pour les articles homonymes, voir Jerry Butler (homonymie) et Butler.
(en) Statistiques sur pro-football-reference
Jerry O'Dell Butler, né le 12 octobre 1957 à Ware Shoals en Caroline du Sud, est un joueur américain de football américain ayant joué dans la National Football League (NFL). Il passe toute sa carrière professionnelle avec les Bills de Buffalo (1979-1986). Il est sélectionné une fois pour le Pro Bowl, pour la saison 1980.
Au cours de sa carrière, il a réceptionné 278 passes pour 4 301 yards et 29 touchdowns marquées. Le 23 septembre 1979, Butler connaît son meilleur match en carrière en attrapant pour 255 yards et 4 touchdowns pour les Bills dans une victoire contre les Jets de New York. Il établit alors un record du nombre de yards gagnés à la réception sur un match pour un rookie (record battu en 2022 par Ja'Marr Chase).
Butler est entraîneur des wide receivers durant les saisons 1999 et 2000 pour les Browns de Cleveland, puis est directeur du développement des joueurs, toujours pour les Browns, jusqu'à son licenciement en 2011.